# Coendou sanctamartae
Coendou sanctamartae is een zoogdier uit de familie van de stekelvarkens van de Nieuwe Wereld (Erethizontidae). De wetenschappelijke naam van de soort werd voor het eerst geldig gepubliceerd door Allen in 1904.

## Voorkomen
De soort komt voor in Colombia.